# 米科·科伊武
米科·科伊武（芬蘭語：Mikko Koivu，1983年3月12日—），芬兰男子冰球运动员。他曾代表芬兰参加2006年和2010年冬季奥林匹克运动会冰球比赛，获得一枚银牌和一枚铜牌。